# Phymatosorus grossus
Phymatosorus grossus là một loài thực vật có mạch trong họ Polypodiaceae. Loài này được (Langsd. & Fisch.) Brownlie miêu tả khoa học đầu tiên năm 1977.

## Hình ảnh

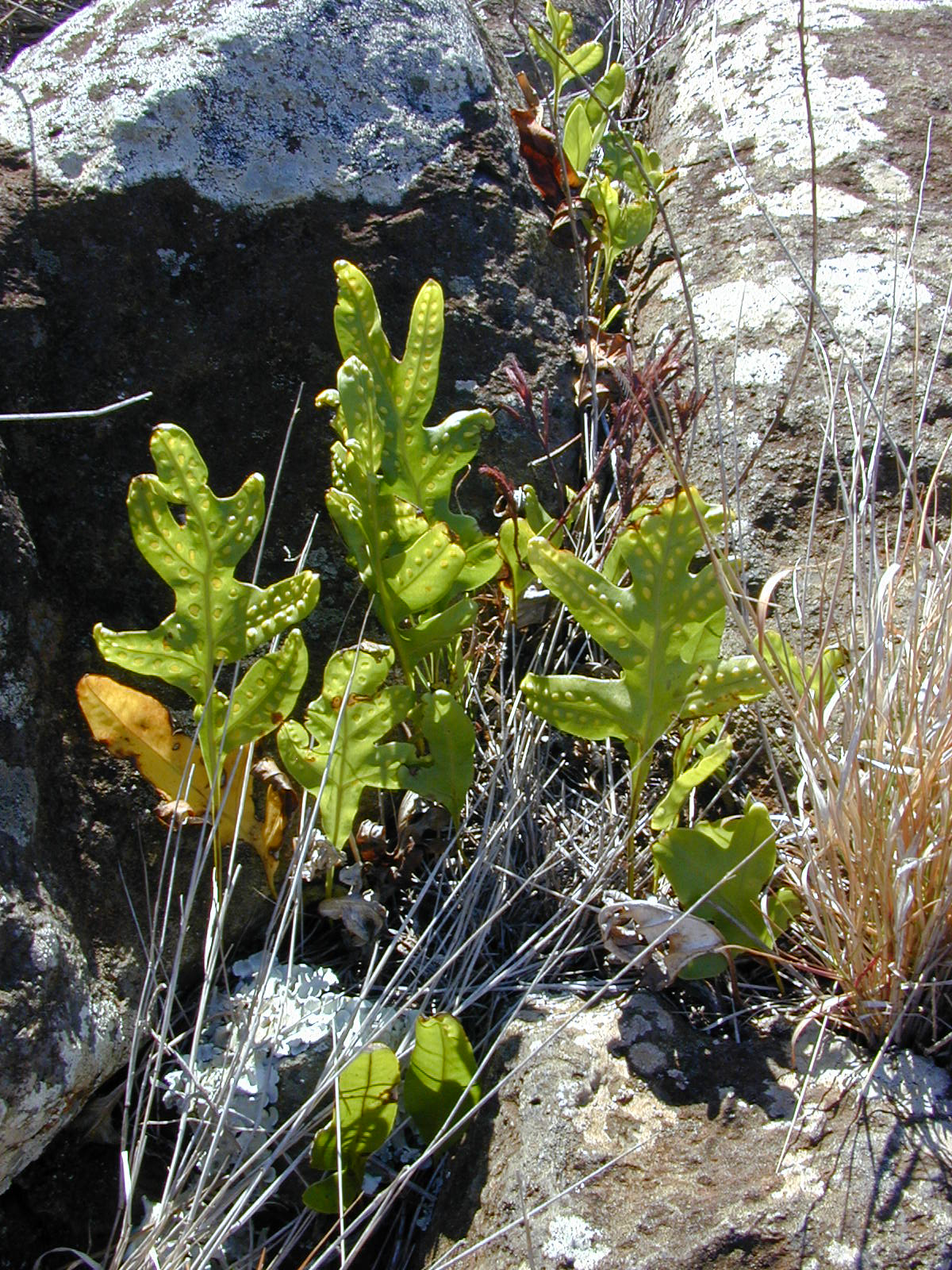
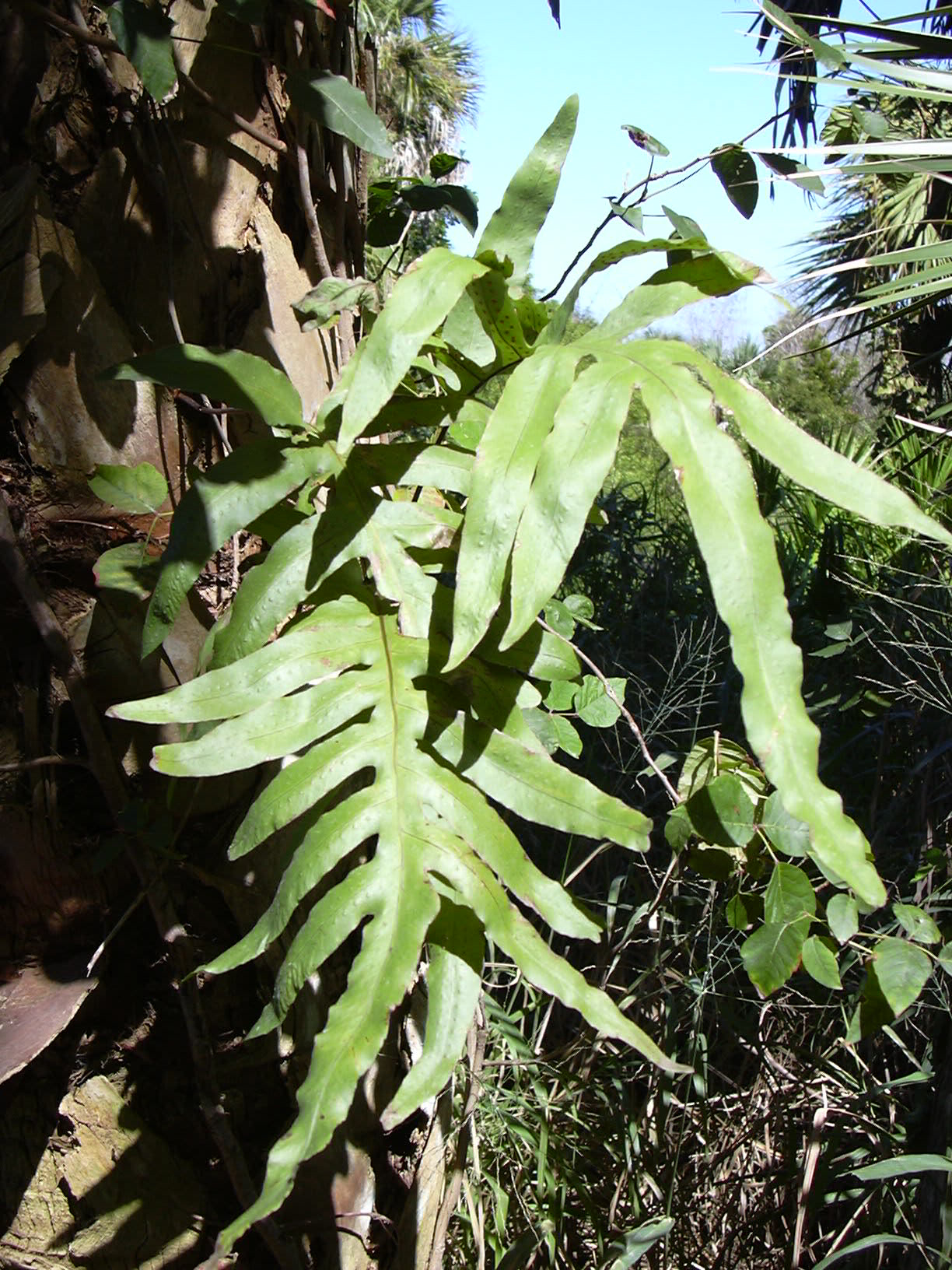
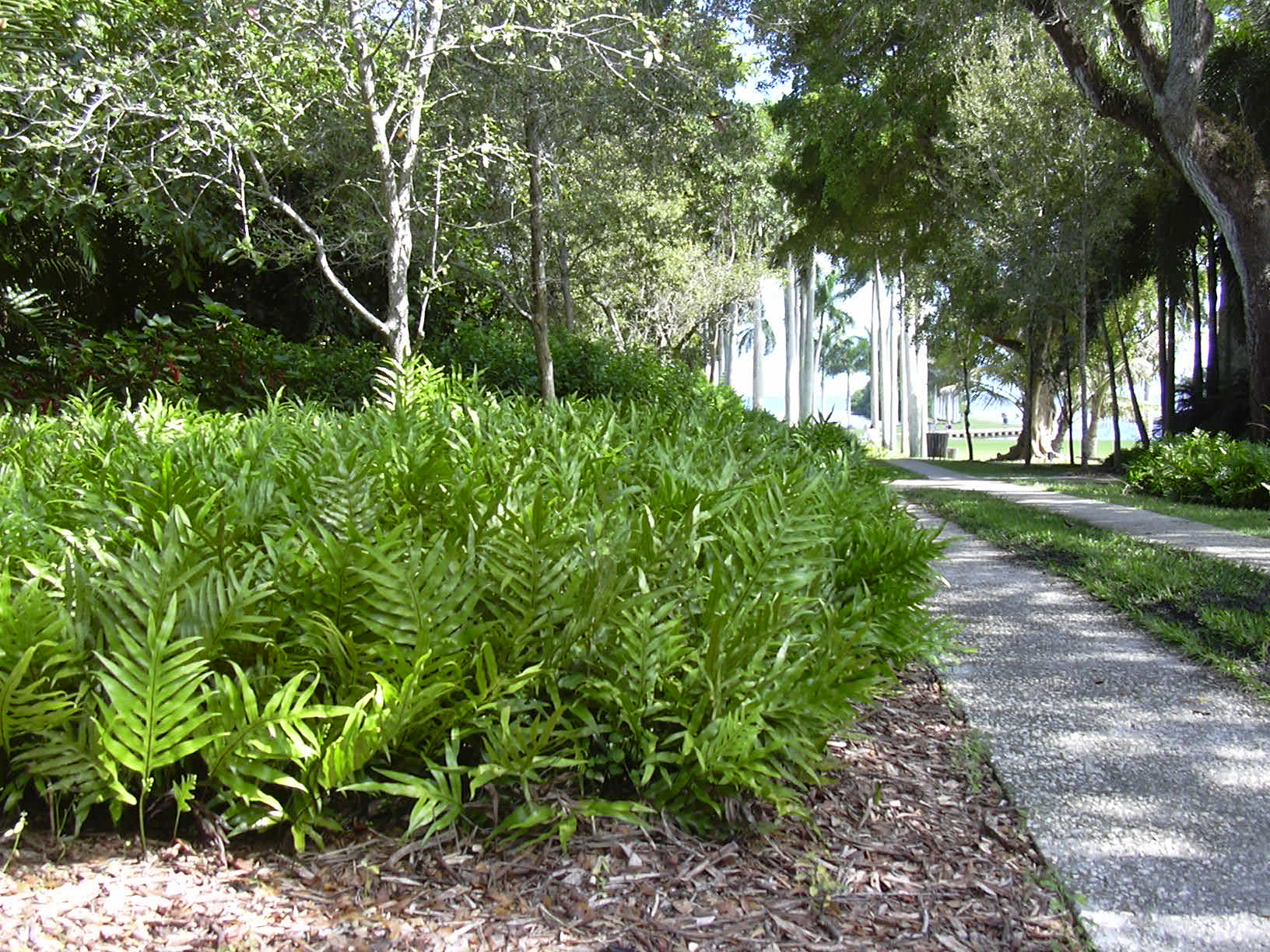
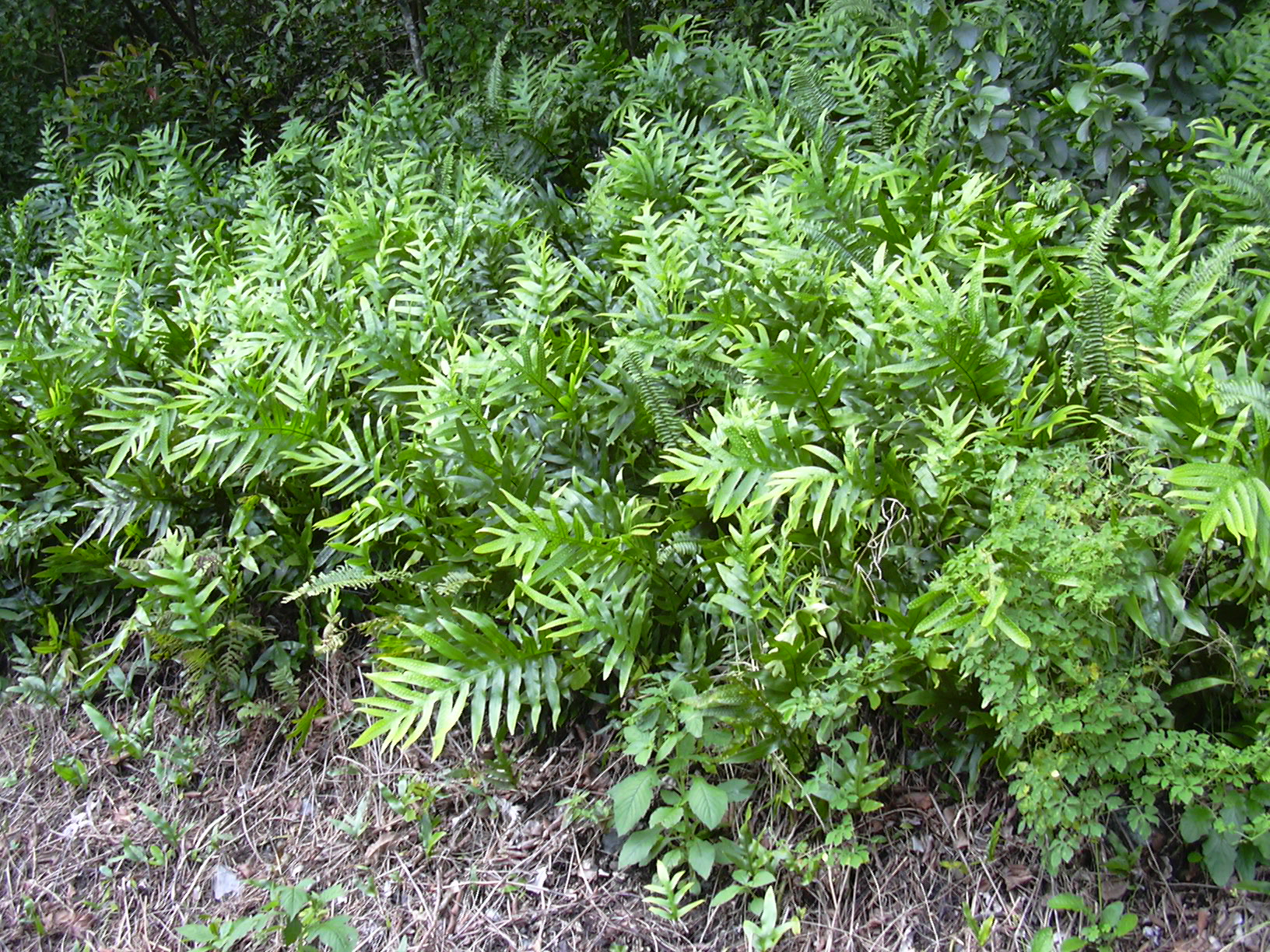